# Balonul de Aur, ediția 2009
Balonul de Aur a fost anunțat pe 1 decembrie 2009. Lionel Messi de la Barcelona a câștigat premiul având 240 de puncte în fața câștigătorului de anul trecut Cristiano Ronaldo. Xavi a fost al doilea jucător al Barcelonei de pe podium, având cu 63 de puncte mai puțin decât Ronaldo. Acest premiu l-a făcut pe Messi primul jucător de origine argentiniană care a primit premiul de la Omar Sívori în 1961; oricum, Sívori primise cetățenia italiană la acea vreme și se consideră că l-a primit ca jucător italian.

## Clasament
| Locul | Jucător            | Naționalitate          | Club                          | Puncte |
| ----- | ------------------ | ---------------------- | ----------------------------- | ------ |
| 1     | Lionel Messi       | Argentina              | Barcelona                     | 473    |
| 2     | Cristiano Ronaldo  | Portugalia             | Manchester United Real Madrid | 233    |
| 3     | Xavi               | Spania                 | Barcelona                     | 170    |
| 4     | Andrés Iniesta     | Spania                 | Barcelona                     | 149    |
| 5     | Samuel Eto'o       | Camerun                | Barcelona Internazionale      | 75     |
| 6     | Kaká               | Brazilia               | Milan Real Madrid             | 58     |
| 7     | Zlatan Ibrahimović | Suedia                 | Internazionale Barcelona      | 50     |
| 8     | Wayne Rooney       | Anglia                 | Manchester United             | 35     |
| 9     | Steven Gerrard     | Anglia                 | Liverpool                     | 33     |
| 10    | Didier Drogba      | Coasta de Fildeș       | Chelsea                       | 32     |
| 11    | Fernando Torres    | Spania                 | Liverpool                     | 22     |
| 12    | Cesc Fàbregas      | Spania                 | Arsenal                       | 13     |
| 13    | Edin Džeko         | Bosnia and Herzegovina | Wolfsburg                     | 12     |
| 14    | Ryan Giggs         | Țara Galilor           | Manchester United             | 11     |
| 15    | Thierry Henry      | Franța                 | Barcelona                     | 9      |
| 16    | Luís Fabiano       | Brazilia               | Sevilla                       | 8      |
| 16    | Nemanja Vidić      | Serbia                 | Manchester United             | 8      |
| 16    | Iker Casillas      | Spania                 | Real Madrid                   | 8      |
| 19    | Diego Forlán       | Uruguay                | Atlético Madrid               | 7      |
| 20    | Yoann Gourcuff     | Franța                 | Bordeaux                      | 6      |
| 21    | Andrei Arshavin    | Rusia                  | Arsenal                       | 5      |
| 21    | Júlio César        | Brazilia               | Internazionale                | 5      |
| 21    | Frank Lampard      | Anglia                 | Chelsea                       | 5      |
| 24    | Maicon             | Brazilia               | Internazionale                | 4      |
| 25    | Diego              | Brazilia               | Werder Bremen Juventus        | 3      |
| 26    | David Villa        | Spania                 | Valencia                      | 2      |
| 26    | John Terry         | Anglia                 | Chelsea                       | 2      |
| 28    | Franck Ribéry      | Franța                 | Bayern München                | 1      |
| 28    | Yaya Touré         | Coasta de Fildeș       | Barcelona                     | 1      |

A mai fost nominalizat un jucător, dar nu a primit nici un vot: Karim Benzema (Lyon, Real Madrid).